# Amphicnaeia flavescens
Amphicnaeia flavescens är en skalbaggsart som beskrevs av Martins och Maria Helena M. Galileo 1999. Amphicnaeia flavescens ingår i släktet Amphicnaeia och familjen långhorningar. Inga underarter finns listade i Catalogue of Life.